# Joseph Latil
Pour les articles homonymes, voir Latil.
Joseph Latil (né le 13 novembre 1752 à Sisteron et mort le 3 août 1817 dans la même ville) est un homme politique français, député aux États généraux de 1789 et à l’Assemblée constituante (1789-1791).

## Biographie
Avocat à Sisteron depuis 1772, il est maire de Sisteron avant d’être élu député du Tiers aux États généraux. Il revient à Sisteron en septembre 1791, mais est arrêté en août 1792, car suspecté de complicité aux actes violents des royalistes du printemps. Le représentant en mission auprès de l’armée des Alpes Gauthier le remet en liberté en frimaire (novembre).
En 1798, il est juge de paix à Noyers, puis juge à Sisteron (1800-1817) à différents postes.